# Junior Eurovision Song Contest 2015

Deltagande länder
Länder som deltog tidigare år men inte 2015

Junior Eurovision Song Contest 2015 var den trettonde upplagan av Junior Eurovision Song Contest och anordnades den 21 november 2015 i Bulgariens huvudstad Sofia, med Poli Genova som programledare. Tävlingen vanns av Destiny Chukunyere för Malta med låten "Not My Soul", som dessutom slog det tidigare poängrekordet från 2004 på 171 poäng. Andra och tredje plats gick till Armenien och Slovenien, respektive.

## Arrangemanget

### Värdlandet
Efter att Italien tog hem segern 2014 tilldelades tevebolaget RAI rätten att arrangera tävlingen 2015 av EBU, den Europeiska Radio- och TV-unionen. Det italienska tevebolaget avböjde dock inbjudan och meddelade den 15 januari 2015 att man inte avsåg att arrangera 2015 års tävling. Chefen för Junior Eurovision Song Contest, ryssen Vladislav Yakovlev, tillfrågade dock tevebolaget ytterligare en gång så att de skulle se över möjligheterna ordentligt innan de valde att tacka nej. Samtidigt meddelade han dock att EBU tagit emot erbjudanden från ytterligare två länder som hade anmält sitt intresse för att arrangera tävlingen.
Förutom Italien hade både Malta och Bulgarien visat sina intressen för att få arrangera tävlingen. Samma dag som Italien valde att tacka nej till att få arrangera tävlingen, den 15 januari 2015, meddelade det bulgariska tevebolaget BNT att man hade skickat in sitt förslag till att få arrangera tävlingen. Maltas tevebolag PBS, som arrangerade tävlingen 2014, hade redan innan upplagan uttryckt sitt intresse för att få arrangera tävlingen igen.
Den 26 januari 2015 meddelade EBU att Bulgarien hade valts till värdarrangör. Tävlingen bekräftades till den 21 november 2015. I mars 2015 valdes Arena Armeec till värdarena, vilken ligger i huvudstaden Sofia.

### Plats

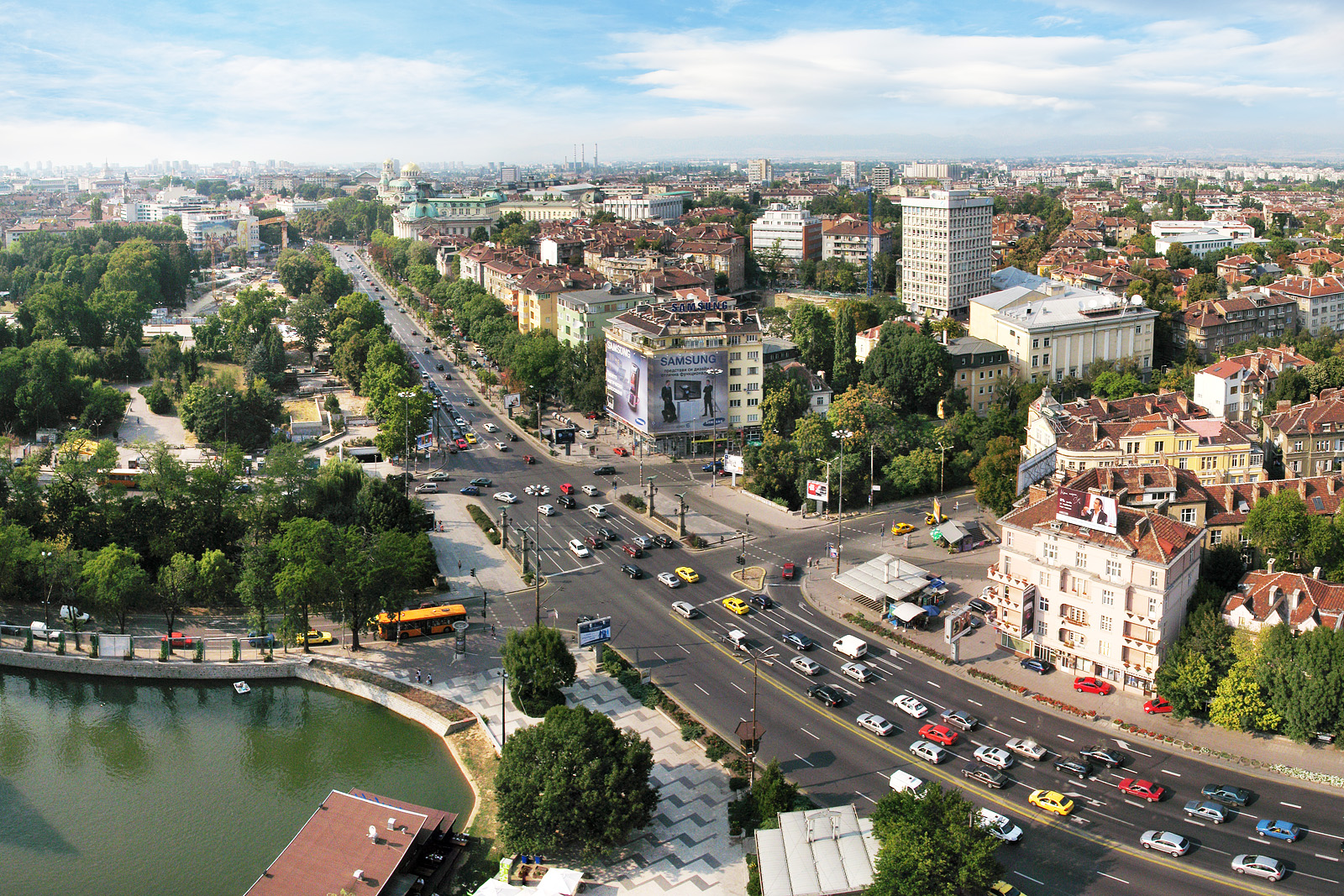
Värdstaden Sofia.

Sofia (bulgariska: София; Sofija) är huvudstad och största stad i Bulgarien. Staden ligger i västra Bulgarien, vid foten av bergsmassivet Vitosja, och är administrativt, kulturellt och industriellt centrum i landet. Staden är en av landets administrativa regioner och hade 1 247 059 invånare i slutet av 2008, varav 1 162 898 invånare bodde i själva centralorten. Hela storstadsområdet omfattar Sofia samt ytterligare fem kommuner och hade 1 367 900 invånare i slutet av 2008. Staden är en av de äldsta huvudstäderna i Europa och historien går tillbaka till 700-talet f.Kr. då thraker bosatte sig i området. Staden har länge haft en viktig roll över hela Balkanhalvön inte minst eftersom staden sammankopplar Adriatiska havet och Centraleuropa med Svarta havet och Egeiska havet. Sofia har haft flera olika namn under dess existensperiod, namn som idag kan ses på vissa ställen kombinerat med moderna signaturbyggnader.
Arena Armeec är en inomhusarena i staden Sofia i Bulgarien. Arenan har en kapacitet för upp till 14 000 åskådare vid konsterter. Inför Junior Eurovision Song Contest 2015 såldes dock bara 8 000 biljetter. Utanför arenan finns 887 parkeringsplatser, varav 614 av dessa är placerade centrerat, 231 nära omkringliggande vägar och 42 speciellt utritade för handikappade människor. Kända artister eller grupper som uppträtt på scenen är bland andra Jean Michel Jarre, Tom Jones, Lady Gaga, Scorpions, Iron Maiden, Roxette och Toto. Förutom konsterter hyser arenan sporter som basket, boxning och gymnastik. Arenan arrangerade även några matcher av kvalspelen inför OS-turneringarna i amatörbrottning 2012.

## Format

### Grafisk design

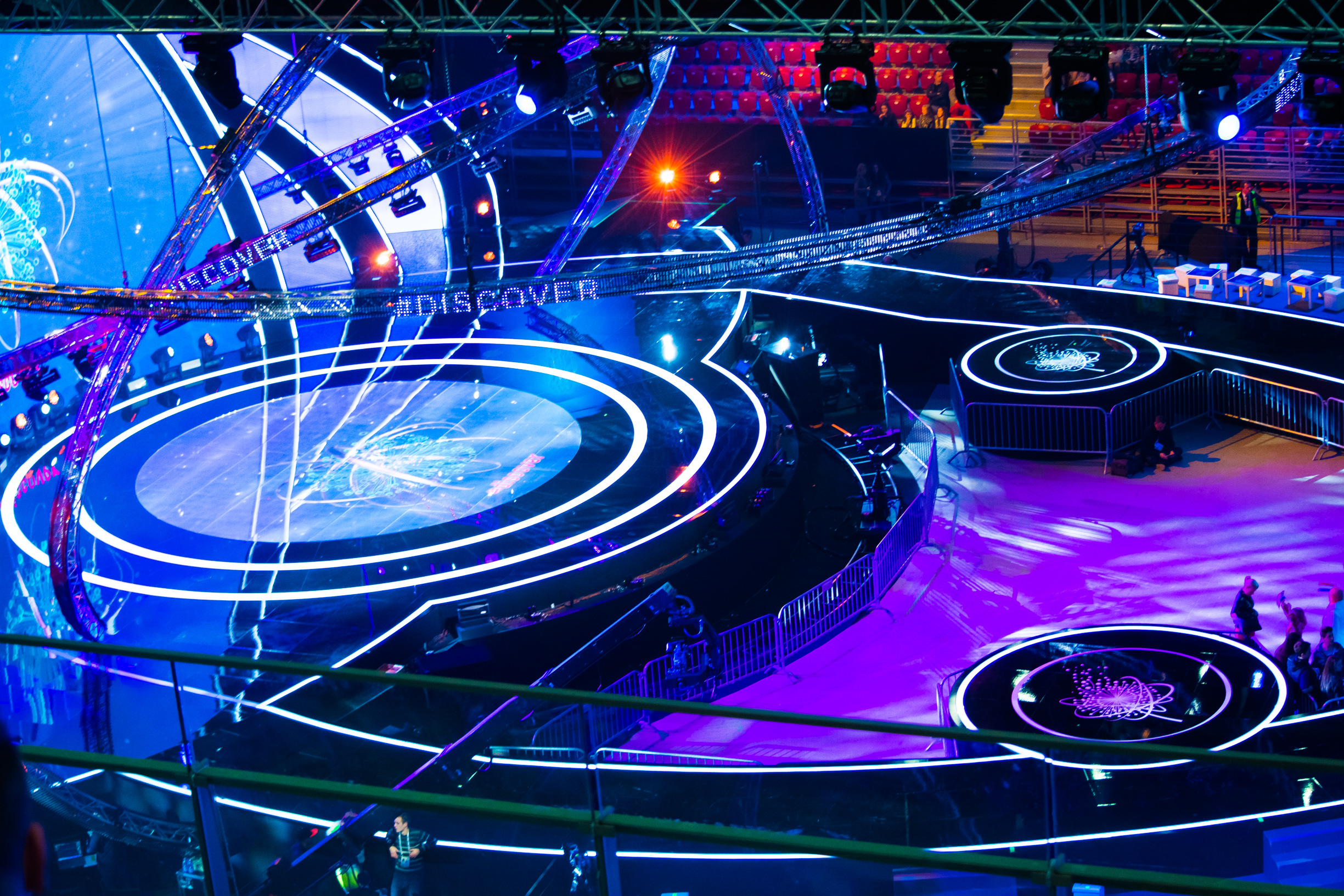
Scenen i Arena Armeec under Junior Eurovision Song Contest.

Den 22 maj 2015 anordnades en presskonferens i Wien helt tillägnad åt Junior Eurovision Song Contest. Under presskonferensen presenterades tävlingens slagord, #Discover. Slagordet valdes för att bevisa hur Junior Eurovision strävar efter att skapa nya melodier, utforska och upptäcka nya människor samt att skapa vänskapsband mellan olika individer.
Den 23 juni 2015 presenterade EBU, tillsammans med tevestationen BNT, den officiella logotypen under ett styrelsemöte i Sofia. Viara Ankova, tevestationens generaldirektör, förklarade att loggan inspirerades utifrån en maskros som blåses, något som hon menar varje litet barn har gjort.
| ” | Loggan visar att den yngre generationen i Bulgarien är framtidsfrön; att ge sig ut från säkerheten för att utforska och upptäcka en ny framtid för sig själva och för oss alla. | „ |

Vykorten mellan varje bidragen skapades utifrån konceptet "selfies". Vykorten började med att nästkommande artist skickade iväg sin selfie till en grupp tonåringar i Bulgarien, som efter varje ny selfie inspireras till ett nytt äventyr i Bulgarien. Olika platser och städer användes som inspelningsplatser, där tonåringarna dokumenterade sin resa genom egna selfies som de senare skickade vidare till de tävlande artisterna.

### Programledaren

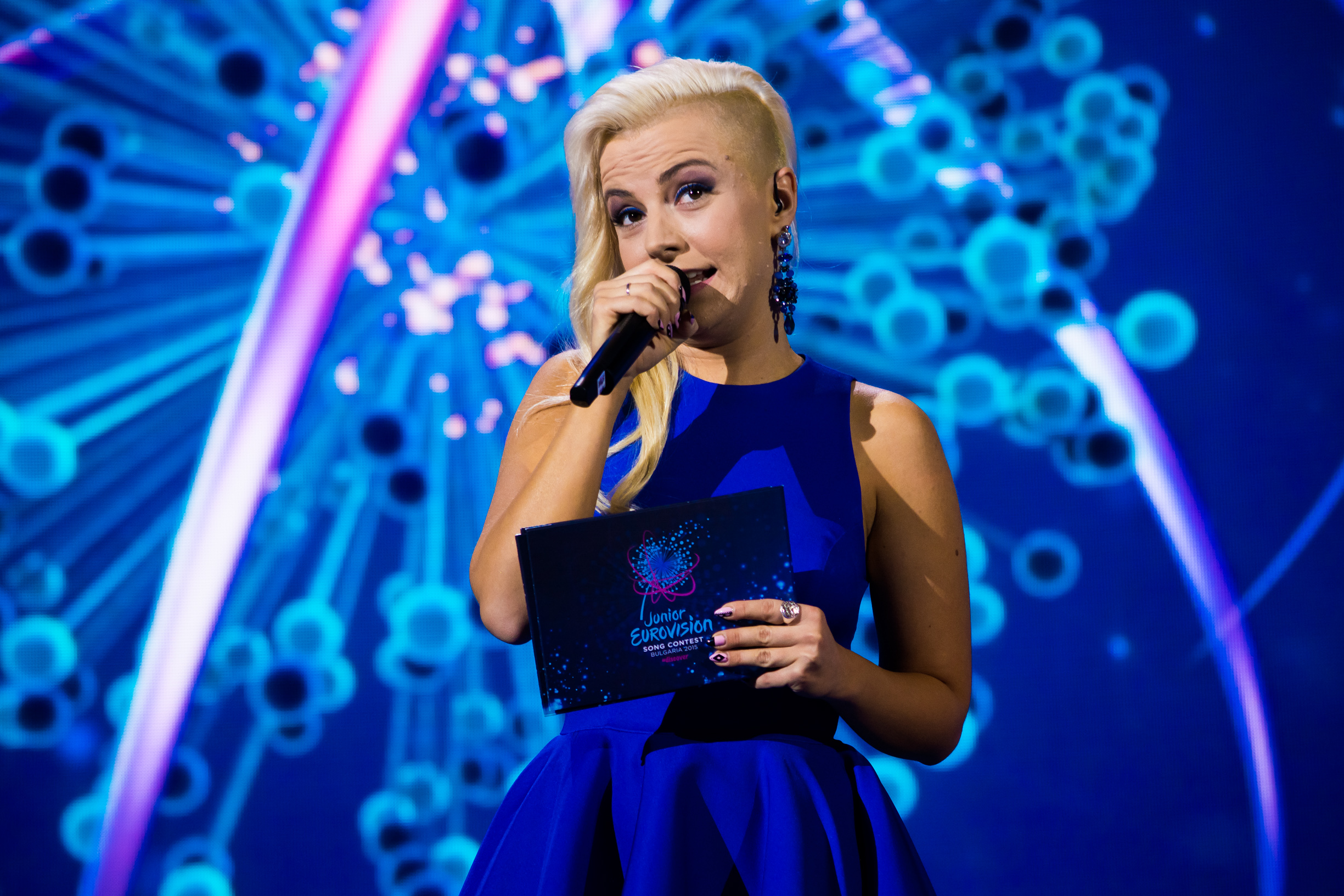
Årets programledare Poli Genova.

Den 21 oktober bekräftade BNT att sångerskan Poli Genova skulle få leda tävlingen. Därmed skulle en kvinna leda tävlingen helt på egen hand för andra året i rad. Genova har tidigare representerat Bulgarien i Eurovision Song Contest 2011, där hon slogs ut ur tävlingen då hon inte lyckades ta sig vidare till final. 2016 återvände hon till tävlingen och tog sig där till final med sin låt "If Love Was A Crime". I finalen slutade hon på fjärde plats med 307 poäng, Bulgariens bästa placering sedan debuten 2005.

## Händelser

### Ljudlös webbsändning
När sändningen startade klockan 19:30 lördagen den 21 november 2015 kunde tävlingen följas via de sändande ländernas tevekanaler, men också på tävlingens officiella hemsida och på YouTube. För tittare som följde sändningen på något av dessa två sätt väntade dock inget ljud och hela fem bidrag hann framföra sina bidrag innan problemet löstes under Australiens framträdande – cirka 33 minuter in i showen. Viktigt att betona är dock att detta tekniska problem endast drabbade webbsändningarna och inte de sändningar som gjordes av de deltagande länderna, vilket gjorde att inga bidrag behövde framföras åter.

## Deltagande länder
Den 7 oktober 2015 presenterades den officiella deltagarlistan. Sjutton länder hade bekräftat sitt deltagande, däribland Australien och Irland som tävlade för första gången. Albanien och Makedonien återkom till tävlingen efter två respektive ett års uppehåll.
Den 23 juni 2015 meddelade det statliga tevebolaget i Kroatien, HRT, att man inte avsåg att ställa upp i tävlingen. Landet gjorde en oväntad comeback till tävlingen 2014 efter att ha varit borta i hela sju år.
Några dagar senare, den 29 juni 2015, meddelade Sveriges Television att Sverige skulle ta ett års paus från tävlingen. SVT meddelade att man för tillfället höll på att utveckla ett nytt underhållningsprogram för barn. Inte heller TV4, som tävlade för Sverige mellan 2006 och 2009 med undantag för 2008, visade något intresse över medverkan trots att flera kampanjer startades för att få TV4 att ställa upp i stället för SVT. Senare under dagen meddelade även det cypriotiska tevebolaget CyBC sitt avhopp efter att ha återvänt till tävlingen 2014 efter ett fem år långt uppehåll.
Utöver i de 17 deltagande länderna sändes tävlingen även i Nya Zeeland (World FM), Singapore (247 Music Radio), Storbritannien (Costwold FM, Fun Kids, Oystermouth Radio, Radio Six International och Shore Radio), Tyskland (via webbplatsen hos NDR) och USA (WUSB). 22 länder sände därmed tävlingen.

### Andra länder
- Frankrike – France 2 meddelade den 24 juni 2015 att man inte hade några planer på att återvända till 2014 års tävling. Tevekanalen skickade dock en delegation till Bulgarien för att observera arrangemanget och tävlingen.[21][22]
- Grekland – Hellenic Broadcasting Corporation (ERT) meddelade den 11 juni 2015 att de ännu var osäkra huruvida de skulle återvända till tävlingen eller ej.[23] Grekland fanns dock inte med på listan över deltagande länder när denna presenterades i oktober måndad.
- Rumänien – Den 4 juni 2015 meddelade Televisiunea Românâ (TVR) att man valde att mest troligt skulle avstå från att medverka på grund av lågt intresse.[24]
- Spanien – Flera medieföretag rapporterade om att Televisión Española (TVE) såg över ett eventuellt återvändande till tävlingen 2015. Dessa rykten bekräftades dock aldrig att tevebolaget.[25][26] Spanien fanns inte med på listan över deltagande länder när denna presenterades i oktober månad.
- Tyskland – Zweites Deutsches Fernsehen (ZDF) obersverade 2014 års tävling.[27] Den 2 juni 2015 meddelade Norddeutscher Rundfunk (NDR) att de ännu inte hade uteslutit ett deltagande.[27] Den 1 juli publicerade NDR en omröstning online angående landets deltagande i tävlingen. Om ett ja skulle vinna omröstningen skulle tävlingen sändas på barnkanalen KiKa, dom ägs av NDR och ARD tillsammans.[28] Tyskland fanns med på listan över deltagande länder både 2003 och 2004 men drog in sin medverkan båda gångerna.[29][30] Landets debut skedde inte heller 2015 trots att en övervägande majoritet av de som svarat på enkäten som tidigare publicerades var positiva till ett tyskt deltagande. Den 4 november 2015 meddelade NDR dock att tävlingen skulle sändas live på deras hemsida för första gången.[31]

Följande länders tevebolag avböjde inbjudan till tävlingen utan några större förklaringar:
- Belgien – VRT[32] och RTBF[33]
- Estland – ERR[34]
- Finland – Yle Fem[35]
- Island – RÚV[36]
- Lettland – LTV[37]
- Litauen – LRT[36]
- Schweiz – RSI[38]
- Storbritannien – ITV[39]
- Tjeckien – ČT[40]
- Österrike – ORF[41]

## Resultat
| Nr | Land          | Artist                                   | Bidrag                                               | Språk                                 | Plac. | Poäng |
| -- | ------------- | ---------------------------------------- | ---------------------------------------------------- | ------------------------------------- | ----- | ----- |
| 01 | Serbien       | Lena Stamenković                         | "Lenina pesma" (Ленина песма)                        | serbiska                              | 7     | 79    |
| 02 | Georgien      | The Virus                                | "Gabede" (გაბედე)                                    | georgiska                             | 10    | 51    |
| 03 | Slovenien     | Lina Kuduzović                           | "Prva ljubezen"                                      | slovenska, engelska1                  | 3     | 112   |
| 04 | Italien       | Chiara och Martina                       | "Viva"                                               | italienska, engelska                  | 16    | 34    |
| 05 | Nederländerna | Shalisa                                  | "Million Lights"                                     | nederländska, engelska                | 15    | 35    |
| 06 | Australien    | Bella Paige                              | "My Girls"                                           | engelska                              | 8     | 64    |
| 07 | Irland        | Aimee Banks                              | "Réalta na mara"                                     | iriska2                               | 12    | 36    |
| 08 | Ryssland      | Michail Smirnov                          | "Mechta (Dream)" (Мечта)                             | ryska, engelska                       | 6     | 80    |
| 09 | Makedonien    | Ivana Petkovska och Magdalena Aleksovska | "Pletenka - Braid of Love" (Плетенка)                | makedonska, engelska                  | 17    | 26    |
| 10 | Vitryssland   | Ruslan Aslanov                           | "Volshebstvo (Magic)" (Волшебство)                   | ryska, engelska                       | 4     | 105   |
| 11 | Armenien      | Mika                                     | "Love"                                               | armeniska, engelska                   | 2     | 176   |
| 12 | Ukraina       | Anna Trintjer                            | "Potjny z sebe - Start With Yourself" (Почни з себе) | ukrainska, engelska                   | 11    | 38    |
| 13 | Bulgarien     | Gabriela Yordanova och Ivan Stoyanov     | "Colour of Hope"                                     | bulgariska                            | 9     | 62    |
| 14 | San Marino    | Kamilla Ismailova                        | "Mirror"                                             | italienska, engelska                  | 14    | 36    |
| 15 | Malta         | Destiny Chukunyere                       | "Not My Soul"                                        | engelska                              | 1     | 185   |
| 16 | Albanien      | Mishela Rapo                             | "Dambaje"                                            | albanska, engelska, Konstgjort språk3 | 5     | 93    |
| 17 | Montenegro    | Jana Mirković                            | "Oluja" (Олуја)                                      | montenegrinska                        | 13    | 36    |

NOTERINGAR
1. ^ Låten innehåller även en textrad på italienska.
2. ^ Låten innehåller även en textrad på latin.
3. ^ Låten innehåller även enstaka ord på turkiska, italienska, tyska, franska och serbokroatiska.

## Poängtabeller
Destiny Chukunyere, som representerade Malta med låten "Not My Soul", vann tävlingen efter det att Montenegro hade delat ut sin tio-poängare, då det blev statistiskt omöjligt för tvåan Armenien att passera. Precis som föregående år delades priser ut till de pallplacerade bidragen, det vill säga Malta, Armenien och Slovenien.
Barnens jury var först med att avlägga sina poäng.

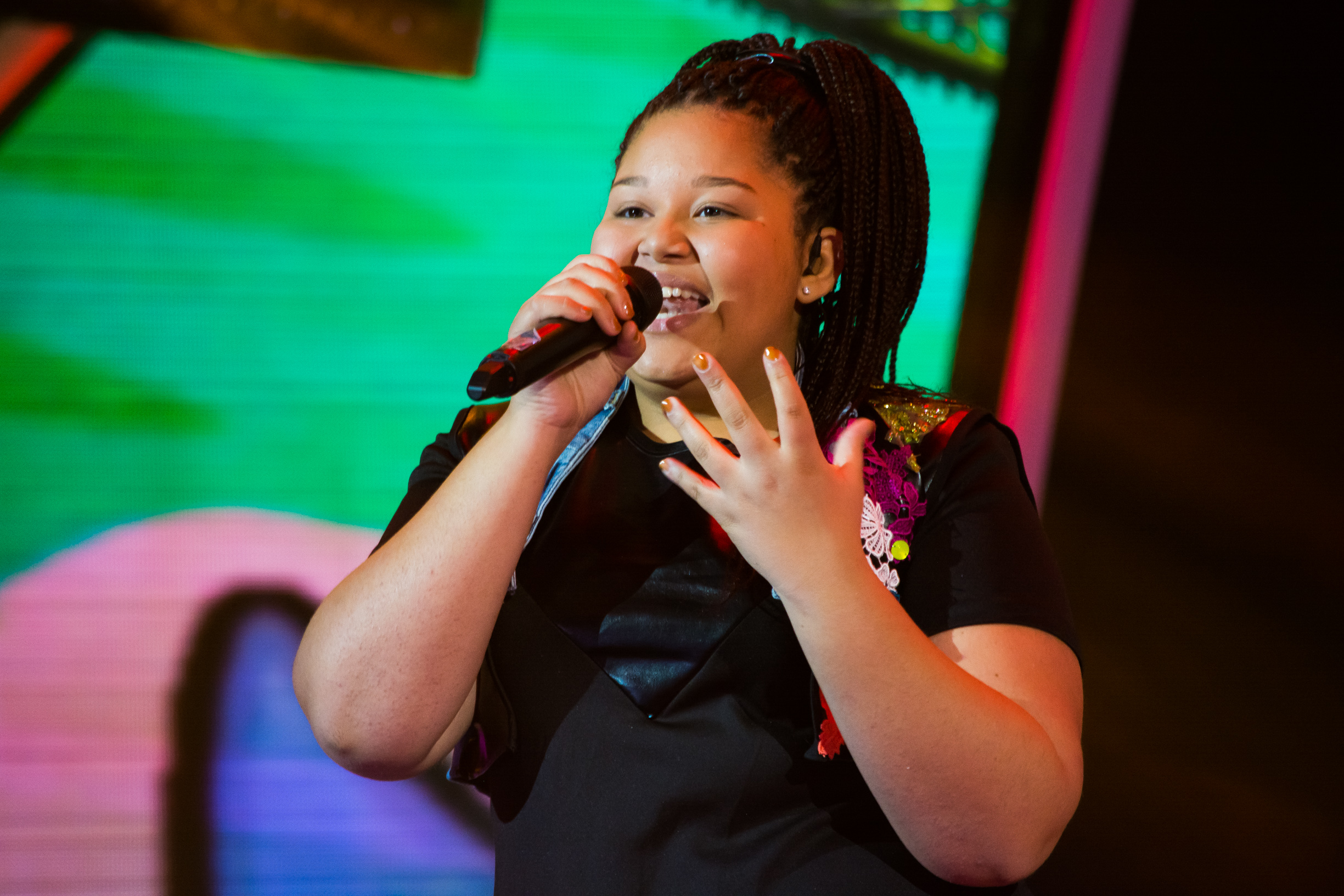
Tävlingens vinnare, Destiny Chukunyere från Malta.

| Splittrat resultat | Splittrat resultat | Splittrat resultat | Splittrat resultat | Splittrat resultat |
| Plac.              | Tittarröster       | Poäng              | Juryröster         | Poäng              |
| ------------------ | ------------------ | ------------------ | ------------------ | ------------------ |
| 1                  | Malta              | 143                | Malta              | 157                |
| 2                  | Armenien           | 134                | Armenien           | 149                |
| 3                  | Slovenien          | 98                 | Vitryssland        | 101                |
| 4                  | Albanien           | 86                 | Slovenien          | 77                 |
| 5                  | Bulgarien          | 77                 | Serbien            | 73                 |
| 6                  | Ryssland           | 65                 | Albanien           | 69                 |
| 7                  | Vitryssland        | 61                 | Australien         | 67                 |
| 8                  | Serbien            | 53                 | Ryssland           | 57                 |
| 9                  | San Marino         | 51                 | Nederländerna      | 53                 |
| 10                 | Irland             | 43                 | Italien            | 43                 |
| 11                 | Georgien           | 41                 | Georgien           | 40                 |
| 12                 | Ukraina            | 35                 | Montenegro         | 21                 |
| 13                 | Australien         | 32                 | Ukraina            | 19                 |
| 14                 | Montenegro         | 23                 | Irland             | 19                 |
| 15                 | Makedonien         | 22                 | San Marino         | 15                 |
| 16                 | Italien            | 13                 | Bulgarien          | 13                 |
| 17                 | Nederländerna      | 9                  | Makedonien         | 12                 |

| 50% jury- och tittarröster 100% juryröster | 50% jury- och tittarröster 100% juryröster   | Resultat | Resultat | Resultat | Resultat | Resultat  | Resultat | Resultat      | Resultat   | Resultat | Resultat | Resultat       | Resultat | Resultat | Resultat | Resultat  | Resultat   | Resultat | Resultat | Resultat   |
| 50% jury- och tittarröster 100% juryröster | 50% jury- och tittarröster 100% juryröster   | Σ        |          | Serbien  | Georgien | Slovenien | Italien  | Nederländerna | Australien | Irland   | Ryssland | Nordmakedonien | Belarus  | Armenien | Ukraina  | Bulgarien | San Marino | Malta    | Albanien | Montenegro |
| 50% jury- och tittarröster 100% juryröster | 50% jury- och tittarröster 100% juryröster   | Σ        |          |          |          |           |          |               |            |          |          |                |          |          |          |           |            |          |          |            |
| D                                          | Serbien                                      | 79       | 4        |          |          | 7         |          | 4             | 2          | 3        | 5        | 12             | 4        | 4        |          | 5         | 5          |          |          | 12         |
| D                                          | Georgien                                     | 51       |          | 3        |          |           |          |               |            | 4        | 1        |                | 5        | 8        | 5        |           |            | 1        | 8        | 4          |
| D                                          | Slovenien                                    | 112      | 6        | 6        | 5        |           | 7        | 8             | 6          | 6        | 8        | 1              | 8        | 10       | 10       | 8         | 6          | 3        |          | 2          |
| D                                          | Italien                                      | 34       |          | 2        |          |           |          |               |            |          |          |                |          | 3        |          |           |            | 12       | 4        | 1          |
| D                                          | Nederländerna                                | 35       | 1        |          | 6        | 5         | 1        |               | 4          |          |          |                |          |          |          | 4         | 2          |          |          |            |
| D                                          | Australien                                   | 64       | 7        |          | 7        |           | 3        | 3             |            | 2        | 3        | 2              | 1        | 1        | 2        |           | 3          | 10       | 5        | 3          |
| D                                          | Irland                                       | 36       |          |          | 2        | 4         |          | 2             | 5          |          | 2        |                |          |          |          | 2         | 1          | 6        |          |            |
| D                                          | Ryssland                                     | 80       | 5        | 7        |          | 6         | 4        | 6             | 1          |          |          | 3              | 7        | 7        | 4        | 7         | 8          |          | 3        |            |
| D                                          | Makedonien                                   | 26       |          | 1        |          |           |          |               |            |          |          |                |          |          |          | 1         |            |          | 7        | 5          |
| D                                          | Vitryssland                                  | 105      | 8        | 5        | 8        | 3         | 2        | 7             | 7          | 7        | 10       | 4              |          | 5        | 7        | 3         | 7          | 4        | 6        |            |
| D                                          | Armenien                                     | 176      | 10       | 10       | 12       | 10        | 6        | 12            | 10         | 8        | 12       | 10             | 12       |          | 8        | 10        | 10         | 7        | 10       | 7          |
| D                                          | Ukraina                                      | 38       | 2        |          | 3        |           | 5        |               | 3          | 1        | 4        |                | 6        |          |          |           |            |          | 2        |            |
| D                                          | Bulgarien                                    | 62       |          |          | 1        | 1         | 8        | 5             |            | 12       |          | 6              |          |          | 3        |           |            | 8        |          | 6          |
| D                                          | San Marino                                   | 36       |          |          |          |           |          |               |            |          | 7        |                | 3        | 2        | 12       |           |            |          |          |            |
| D                                          | Malta                                        | 185      | 12       | 12       | 10       | 12        | 10       | 10            | 12         | 10       | 6        | 5              | 10       | 12       | 6        | 12        | 12         |          | 12       | 10         |
| D                                          | Albanien                                     | 93       | 3        | 4        | 4        | 8         | 12       | 1             | 8          | 5        |          | 7              | 2        | 6        | 1        | 6         | 4          | 2        |          | 8          |
| D                                          | Montenegro                                   | 36       |          | 8        |          | 2         |          |               |            |          |          | 8              |          |          |          |           |            | 5        | 1        |            |
| D                                          | Alla länder tilldelades 12 poäng automatiskt |          |          |          |          |           |          |               |            |          |          |                |          |          |          |           |            |          |          |            |

### 12 poäng
| Nr | Mottagande land | Röstande land                                                                           |
| -- | --------------- | --------------------------------------------------------------------------------------- |
| 8  | Malta           | Albanien, Armenien, Australien, Barnens jury, Bulgarien, San Marino, Serbien, Slovenien |
| 4  | Armenien        | Georgien, Nederländerna, Ryssland, Vitryssland                                          |
| 2  | Serbien         | Makedonien, Montenegro                                                                  |
| 1  | Albanien        | Italien                                                                                 |
| 1  | Bulgarien       | Irland                                                                                  |
| 1  | Italien         | Malta                                                                                   |
| 1  | San Marino      | Ukraina                                                                                 |

- Alla länder fick 12 poäng i början av omröstningen för att undvika att något land skulle hamna på noll poäng.

## Kommentatorer och röstavlämnare

### Kommentatorer
Tävlingen sändes online världen över via Junior Eurovision Song Contests hemsida och på YouTube. Sändningen kommenterades av skribenten Luke Fisher samt Bulgariens representant i Junior Eurovision Song Contest 2011, Ivan Ivanov.
- Albanien – Andri Xhahu (TVSH, RTSH Muzikë och Radio Tirana)[48]
- Armenien – Avet Barseghyan (Armenia 1)[49]
- Australien – Ash London och Toby Truslove (SBS One)[50]
- Bulgarien – Elena Rosberg och Georgi Kushvaliev (BNT 1, BNT HD och BNT World)
- Georgien – Tuta Chkheidze (GPB 1TV)[51]
- Irland – Stiofán Ó Fearail och Caitlín Nic Aoidh (TG4)[52]
- Italien – Simone Lijoi (Rai Gulp)[53]
- Makedonien – Tina Tautovic och Spasija Veljanoska (MRT 1)
- Malta – Corazon Mizzi (TVM2 (direkt) och TVM (senare))[54]
- Montenegro – Dražen Bauković och Tamara Ivanković (TVCG 2)
- Nederländerna – Jan Smit (NPO 3)[55]
- Nya Zeeland – Ewan Spence (World FM)[56]
- Ryssland – Olga Shelest (Karousel)
- San Marino – Lia Fiorio och Gilberto Gattei (SMRTV)[57]
- Serbien – Silvana Grujić (RTS 2)[58]
- Singapore – Ewan Spence (247 Music Radio)[56]
- Slovenien – Andrej Hofer (TV SLO 1)[59]
- Storbritannien – Ewan Spence (Cotswold FM, Fun Kids, Oystermouth Radio, Radio Six International and Shore Radio)[56]
- Tyskland — Thomas Mohr (NDR via online)[60]
- Ukraina – Timur Miroshnychenko (UA:Pershyi)
- USA – Ewan Spence (WUSB)[56]
- Vitryssland – Anatoly Lipetski (Belarus 1 och Belarus 24)[61]

### Röstavlämnare
Nedan listas samtliga deltagande länders röstavlämnare i startordning:

- Barnens jury – Krisia Todorova (representerade Bulgarien 2014)
- Serbien – Dunja Jeličić
- Georgien – Lizi Pop (representerade Georgien 2014)
- Slovenien – Nikola Petek
- Italien – Vincenzo Cantiello (2014 års vinnare)
- Nederländerna – Julia van Bergen (representerade Nederländerna 2014)
- Australien – Ellie Blackwell
- Irland – Anna Banks
- Ryssland – Sofia Dolganova
- Makedonien – Aleksandrija Čaliovski
- Vitryssland – Valeria Drobyshevskaya
- Armenien – Betty (representerade Armenien 2014)
- Ukraina – Sofia Kutsenko (representerade Ukraina 2014 som en del av gruppen Sympho-Nick)
- Bulgarien – Vladimir Petkov
- San Marino – Arianna Ulivi (representerade San Marino 2014 som en del av gruppen The Peppermints)
- Malta – Federica Falzon (representerade Malta 2014)
- Albanien – Majda Bejzade
- Montenegro – Lejla Vulić (representerade Montenegro 2014 tillsammans med Maša Vujadinović)

## Album
Junior Eurovision Song Contest 2015: Bulgaria, är ett samlingsalbum ihopsatt av EBU och gavs ut i november 2015. Albumet innehåller alla låtar från 2015 års tävling. Detta album var det första i tävlingens historia att släppas enbart digitalt, samt det första att inte innehålla låtarnas karaokeversioner sedan 2006.
| 1.           | Dambaje                             | Mishela Rapo (Albanien)                             | 3:01  |
| 2.           | Love                                | MIKA (Armenien)                                     | 3:01  |
| 3.           | My Girls                            | Bella Paige (Australien)                            | 3:03  |
| 4.           | Colour of Hope                      | Gabriela Yordanova & Ivan Stoyanov (Bulgarien)      | 3:01  |
| 5.           | Volshebstvo (Magic)                 | Ruslan Aslanov (Vitryssland)                        | 3:01  |
| 6.           | Gabede                              | The Virus (Georgien)                                | 2:49  |
| 7.           | Réalta Na Mara                      | Aimee Banks (Irland)                                | 2:59  |
| 8.           | Viva                                | Chiara & Martina (Italien)                          | 3:03  |
| 9.           | Oluja                               | Jana Mirković (Montenegro)                          | 2:42  |
| 10.          | Pletenka (Braid of Love)            | Ivana Petkovska & Magdalena Aleksovska (Makedonien) | 2:47  |
| 11.          | Not My Soul                         | Destiny Chukunyere (Malta)                          | 3:08  |
| 12.          | Million Lights                      | Shalisa (Nederländerna)                             | 2:52  |
| 13.          | Lenina Pesma                        | Lena Stamenković (Serbien)                          | 2:44  |
| 14.          | Mechta (Dream)                      | Mikhail Smirnov (Ryssland)                          | 3:03  |
| 15.          | Prva ljubezen (First Love)          | Lina Kuduzović (Slovenien)                          | 2:58  |
| 16.          | Mirror                              | Kamilla Ismailova (San Marino)                      | 3:00  |
| 17.          | Pochny Z Sebe (Start with Yourself) | Anna Trincher (Ukraina)                             | 2:47  |
| Total längd: | Total längd:                        | Total längd:                                        | 49:59 |